# (20440) McClintock
(20440) McClintock est un astéroïde de la ceinture principale d'astéroïdes.

## Description
(20440) McClintock est un astéroïde de la ceinture principale d'astéroïdes. Il fut découvert le 10 mai 1999 à Socorro (Nouveau-Mexique) par le projet LINEAR. Il présente une orbite caractérisée par un demi-grand axe de 2,43 UA, une excentricité de 0,19 et une inclinaison de 0,9° par rapport à l'écliptique.

## Compléments